# 航天城交通總匯
航天城交通總匯（英語：SKYCITY Transport Terminal）位於新界離島區赤鱲角航天城東路8號航天城11 SKIES地下，採用室內設計，內裏分設多組鋸齒形車站，集巴士總站、專綫小巴總站和的士站於一身。

## 總站路線資料

### 城巴E11、E11A線
E11
- 天后站 ↔ 航天城

E11於1998年1月18日投入服務，2023年11月26日延長至由此開出，途經銅鑼灣、灣仔、金鐘、中環、上環、西區海底隧道、西九龍公路、青葵公路、青嶼幹線、東涌市中心、機場後勤區及一號客運大樓，為北大嶼山首條常規過海隧道巴士路線。只於星期一至五早上05:20至07:20及每天16:20後提供服務。
E11A
- 天后站 ↔ 航天城

於2015年9月20日投入服務，途經銅鑼灣、灣仔、金鐘、中環、上環、西區海底隧道、西九龍公路、青葵公路、青嶼幹線、東涌市中心、東涌北、機場後勤區及一號客運大樓，只於08:00 (星期一至五)/05:20 (星期六、日及公眾假期)至16:00 (每天)提供服務。

### 城巴E21、E21D線
E21
- 大角咀（維港灣） ↔ 航天城

於1997年5月22日配合青嶼幹線通車投入服務，2023年11月26日延長至由此開出，途經旺角、深水埗、長沙灣、荔枝角、荃灣路、青荃橋、青衣西路、青嶼幹線、東涌市中心、機場後勤區及一號客運大樓，只於每天14:10 - 00:00 (往大角咀)/05:30 - 15:50 (往機場)提供服務，為城巴首條北大嶼山對外巴士路線。
E21D
- 大角咀（維港灣） ↔ 航天城

於2022年8月29日投入服務，此線起訖點及繞經與E21相同，不同的是繞經東涌北而不經東涌市中心，只於每天05:30 - 13:50 (大角咀)/16:10 - 00:00 (往機場)提供服務。

### 城巴E22線
- 藍田（平田街） ↔ 航天城

於1997年6月1日投入服務，1999年4月25日經服務重組後延長至由藍田（北）開出，2023年11月26日延長至由此開出，途經麗港城、觀塘市中心、牛頭角、九龍灣、牛池灣、鑽石山、黃大仙、橫頭磡、九龍塘、大窩坪、呈祥道、青葵公路、青嶼幹線、東涌市中心、機場後勤區及一號客運大樓。

### 城巴E22A線
- 將軍澳（康盛花園） ↔ 航天城

於2000年10月22日投入服務，2001年4月2日提升至每天全日服務，2023年11月26日延長至由此開出，2011年9月25日經服務重組後延長至由康盛花園開出，途經寶琳、坑口、調景嶺、將軍澳市中心、將軍澳隧道、觀塘市中心、牛頭角（只限往康盛花園方向途經）、九龍灣（只限往康盛花園方向途經）、牛池灣（只限往康盛花園方向途經）、鑽石山、黃大仙、大窩坪、呈祥道、青葵公路、青嶼幹線、東涌市中心、機場後勤區及一號客運大樓。

### 城巴E22P、E22X線
E22P
- 油塘 ↔ 航天城

於2000年6月28日投入服務，2003年3月17日延長至由油塘開出，2023年11月26日延長至由此開出，途經藍田碧雲道、秀茂坪、四順、牛池灣、鑽石山、黃大仙、大窩坪、呈祥道、青葵公路、青嶼幹線、國泰城、民航處總部及一號客運大樓，只於平日繁忙時間提供服務，為城巴E22線的特別班次。
E22X
- 油塘 ↔ 航天城

於2012年1月16日配合服務重組投入服務，途經藍田碧雲道、啟田道、麗港城、觀塘市中心、牛頭角、九龍灣、牛池灣、鑽石山、黃大仙、大窩坪、呈祥道、青葵公路、青嶼幹線、國泰城、民航處總部及一號客運大樓，只於平日繁忙時間提供服務，為城巴E22線的特別班次。

### 龍運巴士E32線
- 葵芳（南） ↔ 航天城

於1997年12月30日投入服務，2023年11月26日延長至由此開出，途經葵興、大窩口站、青荃橋、長安邨、楓樹窩路（部份時段）、青衣鄉事會路（部份時段）、青康路（部份時段）、青衣西路、青嶼幹線、東涌市中心、機場後勤區及一號客運大樓。

### 龍運巴士E36P線
- 元朗（上村） ↔ 航天城

於2021年6月21日投入服務，2023年11月26日延長至由此開出，途經錦上路、錦田、凹頭、大欖隧道、汀九橋、青嶼幹線、東涌市中心及機場後勤區，於逢星期一至六繁忙時間上午設去程及下午設回程服務。

### 龍運巴士E41線
- 大埔頭 ↔ 航天城

於1998年6月22日投入服務，2023年11月26日延長至由此開出，途經大埔中心巴士總站、大埔墟、廣福邨、城門隧道、青荃橋、青衣北岸公路、青嶼幹線、東涌市中心、機場後勤區及一號客運大樓。

## 途經路線資料

### 城巴A23線
- 慈雲山（北） ↔ 機場

### 龍運巴士A33X線
- 屯門（富泰） ↔ 機場（地面運輸中心）

### 新大嶼山巴士A35線
- 梅窩碼頭 ↔ 港珠澳大橋香港口岸（經機場客運大樓）

提供港珠澳大橋及香港國際機場來往嶼南的服務，經機場後勤區、東涌、長沙、塘福、貝澳前往梅窩。於1998年7月6日服務。

### 新大嶼山巴士B4線
- 港珠澳大橋香港口岸 ↺ 機場（客運大樓）

提供港珠澳大橋往來香港國際機場的服務，和港珠澳大橋同步於2018年10月24日投入服務，只限往港珠澳大橋香港口岸方向途經此總站。

### 城巴S56線
- 東涌站 ↺ 機場（一號客運大樓）

### 龍運巴士S64X線
- 滿東 ↺ 機場

## 車坑分佈
| 入口     | 入口 | 入口                  |
| 車坑編號 | 座向 | 路線                  |
| -------- | ---- | --------------------- |
| A1       | 東面 | 落客站                |
| A2       | 東面 | 城巴A23線             |
| A3       | 東面 | 城巴S56線             |
| A4       | 東面 | 龍運巴士A33X、S64X線  |
| A5       | 東面 | 新大嶼山巴士A35、B4線 |
| 出口     |      |                       |
| B1       | 西面 | 城巴E11、E11A線       |
| B2       | 西面 | 城巴E21、E21D線       |
| B3       | 西面 | 城巴E22、E22P線       |
| B4       | 西面 | 城巴E22A、E22X線      |
| B5       | 西面 | 龍運巴士E32線         |
| B6       | 西面 | 龍運巴士E36P、E41線   |